# Gymnelia hampsoni
Gymnelia hampsoni là một loài bướm đêm thuộc phân họ Arctiinae, họ Erebidae.